# Heliopathes heterorhodzos
Heliopathes heterorhodzos är en korallart som först beskrevs av Cooper 1909.  Heliopathes heterorhodzos ingår i släktet Heliopathes och familjen Cladopathidae.
Artens utbredningsområde är Indiska oceanen. Inga underarter finns listade i Catalogue of Life.